# Леконт, Джон Иттон
Джон Иттон Леконт (англ. John Eatton Leconte; 22 февраля 1784, Шрусбери, Нью-Джерси — 21 ноября 1860, Филадельфия, Пенсильвания) — американский ботаник, зоолог, натуралист (естествоиспытатель) и инженер. Отец энтомолога Джона Лоренса Леконта.

## Имя
В различных источниках встречаются разные формы записи имени Леконта:
- англ. John Eaton Le Conte[3],
- англ. John Eaton le Conte[3],
- англ. John LeConte[3],
- англ. John le Conte[3],
- англ. John Eaton LeConte[4],
- англ. John Eatton LeConte[5].

## Биография
Джон Иттон Леконт родился в Нью-Джерси 22 февраля 1784 года. Окончил Колумбийский колледж и вместе со старшим братом Льюисом изучал естествознание. Основные интересы Леконта были зоологическими. Джон Иттон Леконт умер в городе Филадельфия 21 ноября 1860 года.

## Научная деятельность
Джон Иттон Леконт специализировался на семенных растениях.

## Научные работы
- Histoire Générale et Iconographie des Lépidoptères et des Chenilles de l’Amérique Septentrionale (Paris, 1829—1837).